# Marcus McElhenney
Marcus McElhenney (født 27. juli 1981 i Drexel Hill, Pennsylvania, USA) er en amerikansk tidligere roer og tredobbelt verdensmester.
McElhenney deltog ved OL 2008 i Beijing, hvor han var styrmand i USA's båd, der vandt en bronzemedalje i otter. Beau Hoopman, Matt Schnobrich, Wyatt Allen, Micah Boyd, Daniel Walsh, Steven Coppola, Brian Volpenhein og Josh Inman udgjorde roerne i båden. Amerikanerne sikrede sig bronzemedaljen efter en tæt finale, hvor de blev besejret med 1,45 sekunder af guldvinderne fra Canada, og med 0,22 sekunder af sølvvinderne fra Storbritannien.
McElhenney vandt hele tre VM-guldmedaljer gennem karrieren. Den første blev vundet ved VM 2003 i firer med styrmand, den anden ved VM 2005 i otter og den tredje ved VM 2009 i toer med styrmand.

## OL-medaljer
- 2008:  Bronze i otter